# K-266 Orel
Le K-266 puis K-266 Severodvinsk puis K-266 Orel (en russe : К-266 « Орёл ») est un sous-marin nucléaire lanceur de missiles de croisière du Projet 949A « Anteï » (code OTAN : classe Oscar-II), appartenant à la Flotte du Nord de la Marine russe. 

## Service

### Construction et lancement
La quille du K-266 est posée au chantier naval Zvezdochka de Severodvinsk le 10 décembre 1988 ou le 19 janvier 1989. Le sous-marin est renommé K-266 Severodvinsk en 1991. Lancé le 22 mai 1992, il est reclassé en tant que « croiseur sous-marin nucléaire » (APK) le 3 juin 1992. Il entre en service après une série d'essais en mer le 30 décembre 1992.
Le 19 janvier 1993, le K-266 Severodvinsk est affecté à la 11e division de la 1re flottille de sous-marins de flotte du Nord, stationnée à la base navale de Zapadnaïa Litsa. Il arrive à Zapadnaïa Litsa le 5 février.

### Service opérationnel
Le 6 avril 1993, le K-266 Severodvinsk est renommé K-266 Orel, en l'honneur de la ville d'Orel, la capitale administrative de l'oblast d'Orel. Une partie des postes à bord est, dès lors, réservée aux hommes originaires de l'oblast d'Orel. Le blason de l'oblast d'Orel est repeint sur le kiosque du sous-marin. En 1994, il est affecté à la 7e division de la 1re flottille de sous-marins de flotte du Nord. En service opérationnel en 1995, il procède au tir de plusieurs missiles et reçoit le prix du Commandant-en-chef de la Marine pour tir de missile sur cible de surface, puis à nouveau en 1996.
Le 10 avril 2000, le K-266 est photographié à Severomorsk avec le numéro tactique 847. Au mois d'août et de septembre, il sert d'entraînement aux plongeurs norvégiens et russes pour l'intervention sur l'épave du K-141 Koursk. 

### Réparations et modernisation
En 2008, à l'occasion du 15e anniversaire du sous-marin, une délégation de la ville d'Orel, conduite par le maire-adjoint Valentin Bocharov. La même année, le journal Vlast le donne en IPER. 
Lors de la construction du K-266 en 1989, les différents éléments de la ligne d'arbre sont boulonnés entre eux. Toutes ces pièces avaient été conçues pour être en caoutchouc solide pour réduire les bruits émis (c'est alors le cas par exemple sur le sous-marin nucléaire K-141 Koursk), mais sur le K-266 Orel ces éléments étaient creux, remplis avec du sable de quartz. Selon les calculs du bureau d'étude, ces lignes d'arbre étaient moins résistantes que celles en caoutchouc mais également plus légères et moins bruyante, mais aussi moins cher et plus facile à fabriquer.
Selon un représentant de l'industrie de la défense, la conception de ces nouvelles lignes d'arbre creuses n'avait pas pu être optimisée avec l'effondrement de l'URSS et la baisse des financements. Ainsi, en 1992, le K-266 est lancé avec ces nouvelles lignes d'arbres dont les éléments étaient fixés entre eux au moyen de vieilles vis (utilisées pour les lignes d'arbre en caoutchouc). Lors de la mise en service du bâtiment dans la Marine, certaines de ces vis se tordent et commencent à frotter contre une paroi avec un son distinctif, qui anéantissait la furtivité du sous-marin.
Les sous-marins nucléaires de la classe Oscar-II avaient été conçus pour opérer clandestinement, sans être détectés par les sonars ennemis alors qu'avec le son émis par ses lignes d'arbres défectueuses, le K-266 Orel ne pouvait pas passer inaperçu en mer de Barents. Parmi les sous-mariniers américains et britanniques, reçoit le surnom de « bête [ou vache] rugissante de la mer de Barents » (en anglais : the roaring beast [Cow] Barents Sea),.
En 2009, il prend part à l'exercice opérationnel stratégique Zapad-2009. Le K-266 Orel est reconnu comme l'un des meilleurs sous-marins nucléaires de la Flotte du Nord. En juillet 2011, il est photographié au sec sur le dock flottant PD-50.
En septembre 2012, le K-266 Orel procède avec succès en plongée à un tir de missile P-700 Granit sur une cible de surface située à plus de 300 km.  En 2013, il participe à l'exercice opérationnel stratégique Zapad-2013. Le 7 octobre 2013, il tire un missile P-700 Granit, en compagnie du K-119 Voronej. Le 18 octobre, doit suivre le K-410 Smolensk pour son entretien au chantier naval Zvezdochka. Il arrive au chantier en novembre.

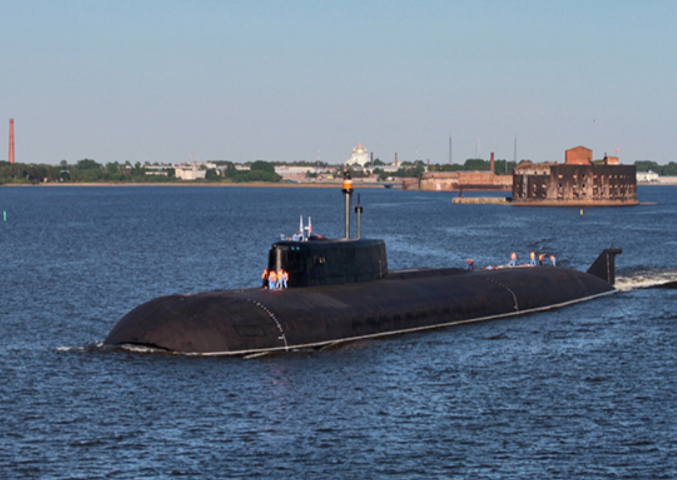
K-266 Orel dans le golfe de Finlande. Cronstadt

Le 9 avril 2014, son contrat d'IPER est signé, il prévoit une sortie de travaux fin 2015. La durée de vie du sous-marin doit être ainsi prolongée jusqu'à fin 2018. Il est mis sur dock le 23 avril. Il est prévu une modernisation et une mise à jour des systèmes électroniques embarqués. Le sous-marin doit également recevoir les nouveaux missiles supersoniques P-800 Oniks en remplacement des P-700 Granit.  Le 7 avril 2015 un incendie se déclare à bord du sous-marin alors que des travaux de soudure avaient lieu lors de son séjour au port de Severodvinsk.  La direction du chantier naval assure toutefois que la situation est sous contrôle.

## Commandants
- Capitaine de 1er rang : A.S. Astapov (juillet 1993-août 1996)
- Capitaine de 1er rang : V.L. Mironov
- Capitaine de 2e rang : I.G. Markov
- Capitaine de 1er rang : V.A. Osekine
- Capitaine de 1er rang : O.G. Slepets
- Capitaine de 1er rang : V.V. Varfolomeïev
- Capitaine de 1er rang : Richardas Arvidovitch Patskiavitchious (2008-2013)